# Patrick Schelling
Patrick Schelling, nascido a 1 de maio de 1990, é um ciclista suíço. Estreiou em 2013 com a equipa IAM Cycling. Na actualidade milita nas fileiras do conjunto Team Vorarlberg-Santic.

## Palmarés
2016
- Tour de Loir-et-Cher, mais 1 etapa

2017
- 1 etapa da Okolo jižních Čech

2018
- 2 etapas do Tour de Saboya
- 2º no Campeonato da Suíça em Estrada
- 1 etapa do Tour da Hungria
- 1 etapa da Okolo jižních Čech

## Resultados nas Grandes Voltas e Campeonatos do Mundo
| Carreira           | 2013 | 2014 | 2015 | 2016 | 2017 | 2018 | 2019 |
| ------------------ | ---- | ---- | ---- | ---- | ---- | ---- | ---- |
| Giro d'Italia      | -    | -    | -    | -    | -    | -    | -    |
| Tour de France     | -    | -    | -    | -    | -    | -    | -    |
| Volta a Espanha    | -    | -    | -    | -    | -    | -    | -    |
| Mundial em Estrada | -    | -    | -    | -    | -    | Ab.  | -    |

-: não participa 

Ab.: abandono